# Solanum dendroicum
Solanum dendroicum är en potatisväxtart som beskrevs av Otto Eugen Schulz och Erik Leonard Ekman. Solanum dendroicum ingår i släktet skattor som ingår i familjen potatisväxter. Inga underarter finns listade i Catalogue of Life.